# Ugone I di Arborea
Ugone I (Oristano, 1178 – Oristano, 1211) è stato giudice di Arborea dal 1185 fino al 1195 e poi dal 1206 al 1211. Apparteneva alla dinastia dei De Serra Bas.

## Biografia
Era nipote del precedente giudice Barisone I di Arborea e figlio di Sinispella (figlia del giudice) e del Visconte di Bas Ugo Ponzio. Sebbene Pietro I avesse preso il potere nel 1185 a seguito della nomina da parte della Corona de Logu, la giudicessa Agalbursa, moglie di Barisone e figlia di Ugo Poncho de Cervera, visconte di Bas, rivendicò il diritto al trono per Ugone. Secondo gli studiosi, seguì un periodo oscuro in cui pare che per ottenere il trono Pietro I si sia alleato con Pisa, mentre Ugone I, consigliato da Agalbursa e sotto la reggenza (avendo nel 1185 solo sette anni) di Raimondo de Torroja, cognato di Agalbursa,  con Genova. Nel 1192  fu raggiunto un compromesso con cui Pietro e Ugone vengono riconosciuti come co-giudici.
Ne seguì una sorta di condominio in cui entrambi i sovrani avevano la pienezza dei poteri mantenendo però l'unità dello Stato. Secondo l'uso bizantino comandava l'autocrator cioè Pietro, poiché Ugone era minorenne. 
Nel 1195 Guglielmo I Salusio IV di Cagliari invase, con il supporto di Pisa, il Giudicato di Arborea, e mentre Pietro fu sconfitto  e catturato assieme al figlio Barisone II, Ugone invece scappò assieme al vescovo Giusto. Salusio IV nel frattempo si fece incoronare, ma senza approvazione ecclesiastica. 
Dopo la morte di Pietro, Ugone si riappacificò con Guglielmo, firmando un patto con cui cedeva il Giudicato di Arborea. Inoltre Ugone, a seguito del trattato di pace, nel 1206 sposò la figlia di Guglielmo, Preziosa.
Nello stesso anno Ugone torna a essere co-giudice di Arborea, governando con l'ormai suocero Guglielmo. Ugone morì nel 1211 a  Oristano.